# العلاقات التركية الوسط إفريقية
العلاقات التركية الوسط أفريقية هي العلاقات الثنائية التي تجمع بين تركيا وجمهورية أفريقيا الوسطى.

## مقارنة بين البلدين
هذه مقارنة عامة ومرجعية للدولتين:
| وجه المقارنة                                              | تركيا         | جمهورية أفريقيا الوسطى      |
| --------------------------------------------------------- | ------------- | --------------------------- |
| المساحة (كم2)                                             | 783.56 ألف    | 622.98 ألف                  |
| عدد السكان (نسمة)                                         | 80.14 مليون   | 4.66 مليون                  |
| الكثافة السكانية (ن./كم²)                                 | 102.28        | 7.48                        |
| العاصمة                                                   | أنقرة         | بانغي                       |
| اللغة الرسمية                                             | اللغة التركية | لغة فرنسية، اللغة السانغوية |
| العملة                                                    | ليرة تركية    | فرنك وسط أفريقي             |
| الناتج المحلي الإجمالي (بليون دولار)                      | 851.10 مليار  | 1.95 مليار                  |
| الناتج المحلي الإجمالي (تعادل القوة الشرائية) بليون دولار | 1.57 تريليون  | 3.03 مليار                  |
| الناتج المحلي الإجمالي الاسمي للفرد دولار أمريكي          | 9.12 ألف      | 323                         |
| الناتج المحلي الإجمالي للفرد دولار أمريكي                 | 19.79 ألف     | 594                         |
| مؤشر التنمية البشرية                                      | 0.761         | 0.350                       |
| رمز المكالمات الدولي                                      | +90           | +236                        |
| رمز الإنترنت                                              | .tr           | .cf                         |
| المنطقة الزمنية                                           | ت ع م+03:00   | ت ع م+01:00                 |

## منظمات دولية مشتركة
يشترك البلدان في عضوية مجموعة من المنظمات الدولية، منها:
| علم المنظمة | اسم المنظمة                               | تاريخ انضمام تركيا | تاريخ انضمام جمهورية أفريقيا الوسطى |
| ----------- | ----------------------------------------- | ------------------ | ----------------------------------- |
|             | مؤسسة التنمية الدولية                     | 22 ديسمبر 1960     | 27 أغسطس 1963                       |
|             | يونسكو                                    | 4 نوفمبر 1946      | 11 نوفمبر 1960                      |
|             | وكالة ضمان الاستثمار متعدد الأطراف        | 3 يونيو 1988       | 8 سبتمبر 2000                       |
|             | الأمم المتحدة                             | 24 أكتوبر 1945     | 20 سبتمبر 1960                      |
|             | الفريق المعني برصد الأرض                  | ?                  | ?                                   |
|             | الاتحاد البريدي العالمي                   | ?                  | ?                                   |
|             | البنك الدولي للإنشاء والتعمير             | 11 مارس 1947       | 10 يوليو 1963                       |
|             | الاتحاد الدولي للاتصالات                  | 1866               | 2 ديسمبر 1960                       |
|             | منظمة حظر الأسلحة الكيميائية              | ?                  | ?                                   |
|             | مؤسسة التمويل الدولية                     | 19 ديسمبر 1956     | 1 أبريل 1991                        |
|             | المركز الدولي لتسوية المنازعات الاستشارية | 2 أبريل 1989       | 14 أكتوبر 1966                      |
|             | منظمة التجارة العالمية                    | 26 مارس 1995       | ?                                   |
|             | منظمة الشرطة الجنائية الدولية             | ?                  | ?                                   |
|             | البنك الإفريقي للتنمية                    | ?                  | ?                                   |

## وصلات خارجية
- موقع وزارة الخارجية التركية